# Estilo APA
El Estilo APA (también llamado normas o formato APA) es una serie de procedimientos para la comunicación académica clara y precisa. Fue desarrollado por la American Psychological Association (APA por sus siglas en inglés) en 1929.Sus estándares facilitan la elaboración y presentación de trabajos escritos. Es utilizado por instituciones educativas y centros de investigación en todo el mundo, para la preparación de manuscritos para su publicación, así como trabajos de estudiantes, disertaciones y tesis. El Manual de Publicaciones de la American Psychological Association es la obra en la cual se describen los lineamientos que conforman el estilo bibliográfico APA. La versión más reciente es la séptima edición en inglés y la cuarta edición en español.

## Elementos y formato del estilo
Tipos de letra (fuente) y tamaño (puntos) recomendados
- Times New Roman (12)
- Arial (11)
- Georgia (11)
- Computer Modern / TeX (10)
- Lucida Sans Unicode (10)

Párrafos: Interlineado doble / espacio doble
Sangría: Todos los párrafos inician con sangría en primera línea de 0.5 pulgadas (1.27 cm).
Número de páginas: En la esquina superior derecha, incluida la portada.
Texto: Sin justificar

## Citas directas (textuales): se dividen en cita corta y cita en bloque (larga)

### Cita corta
Características:
- Transcripción exacta del texto
- Menos de 40 palabras
- Use comillas
- Incluya la fuente (autor, año, página)

#### Ejemplo (cita corta parentética)
Como se puede notar, el tema de la educación ha sido abordado desde distintas perspectivas, mostrando connotaciones, desde el punto de vista tecnocrático y también del humanista. Por ende, se afirma que “La educación como un sistema socialmente concebido, es un sistema para humanizar al hombre” (Gárate, 2000, p. 100). Para analizar esta perspectiva desde un punto de vista objetivo, tenemos que tomar en cuenta distintos elementos.

#### Ejemplo (cita corta narrativa)
Como se puede notar, el tema de la educación ha sido abordado desde distintas perspectivas, mostrando connotaciones, desde el punto de vista tecnocrático y también del humanista. Según Gárate (2000) “La educación como un sistema socialmente concebido, es un sistema para humanizar al hombre” (p. 100). Para analizar esta perspectiva desde un punto de vista objetivo, tenemos que tomar en cuenta distintos elementos.

### Cita en bloque o cita larga
Características:
- Comprende 40 palabras o más
- Despliéguela en un bloque independiente del texto (omita comillas)
- Comience la cita en bloque en un nuevo renglón y aplique margen izquierdo [0.5 pulgadas / 1.27 cm] no es necesario agregar un espacio antes o después de la cita
- Incluya la fuente (autor, año, página)

#### Ejemplo (cita en bloque narrativa)
Las reflexiones en torno al aula, son parte de un proceso cognitivo que involucra distintos actores, como son estudiantes y maestros; en este proceso de enseñanza-aprendizaje, todos buscan escuchar y ser escuchados, todos buscan su voz propia. Para Gárate la interpretación es clara, y considera que:
No hay solo voces negras, blancas o grises; hay voces de río que nos abrazan o voces que nos hacen olvidarnos. Las voces tienen ritmos, tonos y matices diversos;  
voces que guardan y voces que expresan; voces que corren tras un silencio y voces que nunca se desprenden de éste. Voces del aula. Los estudios nunca tocan la última fibra y siempre dejan un resquicio donde no entra ni la entrevista ni la observación. (2006, p. 63)
De esta forma continua el texto, replanteando el significado de la razón de ser maestro, pero también de la razón de ser alumno.

## Cita indirecta o paráfrasis
Significado fiel de la idea, explicado con tus propias palabras.

#### Ejemplo cita indirecta o paráfrasis (parentética)
La Cultura de la Información es un constructo, polisémico, líquido. Tiene diferentes estados/umbrales/dimensiones cuyas características varían, dependiendo el ambiente en el que se encuentre (Jiménez-Salazar, 1999). Esto quiere decir, que la Cultura de la Información es un concepto abstracto que cambia constantemente, y puede ser abordado desde distintas perspectivas, dependiendo la disciplina y el objeto de estudio.

#### Ejemplo cita indirecta o paráfrasis (narrativa)
Para Jiménez-Salazar (1999) la Cultura de la Información es un constructo, polisémico, líquido. Tiene diferentes estados/umbrales/dimensiones cuyas características varían, dependiendo el ambiente en el que se encuentre. Esto quiere decir, que la Cultura de la Información es un concepto abstracto que cambia constantemente, y puede ser abordado desde distintas perspectivas, dependiendo la disciplina y el objeto de estudio.

### ¿Bibliografía o referencias?
En el caso de APA debe utilizarse el término «Referencias», ya que en APA se referencia lo que se cita; es decir, si no lo citas no se debe referenciar.  

## Obras de texto

### Publicaciones periódicas
Utilice la plantilla que se muestra a continuación para saber cómo referenciar a partir de la información disponible.
| Autor                                                                                               | Fecha                                         | Título               | Fuente | Fuente                             |
| Autor                                                                                               | Fecha                                         | Título               | Información de la publicación periódica | DOI o URL                          |
| Autor, A. A., & Autor, B. B. Nombre del grupo. Autor, C. C. [nombre de usuario]. Nombre de usuario. | (2020). (2020, enero). (2020, 16 de febrero). | Título del artículo. | Título de la publicación periódica, 34(2), 5-14. Título de la publicación periódica, 2(1-2), Artículo 12. Título de la publicación periódica. | https://doi. org/xxxx http://xxxxx |

###### Artículo de revista científica con DOI
- Citación parentética: (Calvo Shadid & Ortega Rodríguez, 2017)
- Citación narrativa: Calvo Shadid y Ortega Rodríguez (2017)

###### Artículo de revista científica sin DOI, con URL que no es de base de datos
- Citación parentética: (Cabral & Martínez-Rocha, 2016)
- Citación narrativa: Cabral y Martínez-Rocha (2016)

###### Artículo de revista científica con número de artículo o eLocator
- Citación parentética: (Li, 2025)
- Citación narrativa: Li (2025)

###### Artículo de revista científica publicado en otro idioma
- Citación parentética: (Van der Steen, Kamphorst, & Griffioen 2025)
- Citación narrativa: Van der Steen, Kamphorst y Griffioen (2025)

###### Artículo de revista científica reeditado en traducción
- Citación parentética: (Ramírez-Reyes et al., 2025)
- Citación narrativa: Ramírez-Reyes et al. (2025)

## Libros y obras de consulta
Utilice la plantilla que se muestra a continuación para saber cómo referenciar a partir de la información disponible. 
| Autor                                                                                                   | Fecha   | Título | Fuente                                                                                  | Fuente                             |
| Autor                                                                                                   | Fecha   | Título | Información de la editorial                                                             | DOI o URL                          |
| Autor, A. A., & Autor, B. B. Nombre del grupo. Editor, E.E. (Ed.). Editor, E.E., & Editor, F.F. (Eds.). | (2020). | Título del libro. Título del libro (segunda ed., Vol. 4). Título del libro [Audiolibro]. Título del libro (E.E. Editor, Ed.). Título del libro (T. Traductor, Trad.; N. Narrador, Narr.). | Nombre de la editorial. Nombre de la primera editorial; nombre de la segunda editorial. | https://doi. org/xxxx http://xxxxx |

### Ejemplo de Libro (impreso o de base de datos)
Referencia
Maymí-Sugrañes, H., Peterson, H., & Sánchez-Jofras, J. F. (Coords.) (2019). Persistencia y Cambio de la Globalización: Reflexiones para el siglo XXI. Instituto Educativo del Noroeste. 
Cita
Maymí-Sugrañes et al. (2018)      O      (Maymí-Sugrañes et al., 2018)
Libro (con URL)
Referencia
Echeverría, M., & Gárate, M. (2020). Vivir los valores CETYS: Actividades para aprender a través del cine. Instituto Educativo del Noroeste. https://repositorio.cetys.mx/bitstream/60000/920/7/VivirLosValoresCETYS_CuadernodeActividades_1ed.pdf
Cita
Echeverría & Gárate (2020)      O      (Echeverría & Gárate, 2020)

## Capítulo de libro editado y entradas en obras de consulta
Utilice la plantilla que se muestra a continuación para saber cómo referenciar a partir de la información disponible. 
| Autor                                          | Fecha   | Título               | Fuente | Fuente                             |
| Autor                                          | Fecha   | Título               | Información del libro editado | DOI o URL                          |
| Autor, A. A., & Autor, B. B. Nombre del grupo. | (2020). | Título del capítulo. | En E. E. Editor (Ed.), Título del libro (pp. 3-13). Nombre de la editorial. En E. E. Editor & F. F. Editor (Eds.), Título del libro (tercera ed., Vol. 2, pp. 212-255). Nombre de la editorial. | https://doi. org/xxxx http://xxxxx |

### Ejemplo de Capítulo de libro
Referencia
Arvallo, Y. (2016). La medalla. En Cuaderno amarillo: Antología de cuento del seminario de creación literaria del CETYS Universidad (pp. 83-92). Instituto Educativo del Noroeste.
Cita
Arvallo (2016)      O      (Arvallo, 2016)

### Ejemplo de Obra de consulta
Referencia
King, P. N., & Wester, L. (1998). Hawái. En The world book encyclopedia (Vol. 9, pp. 88-110). World Book. 
Cita
King y Wester (1998, p. 91)   O   (King y Wester, 1998, p. 91)

## Reportes y literatura gris
Utilice la plantilla que se muestra a continuación para saber cómo referenciar a partir de la información disponible. 
| Autor                                          | Fecha                      | Título                                                                                                | Fuente                      | Fuente                             |
| Autor                                          | Fecha                      | Título                                                                                                | Información de la editorial | DOI o URL                          |
| Autor, A. A., & Autor, B. B. Nombre del grupo. | (2020). (2020, 2 de mayo). | Título del reporte. Título del reporte (Reporte N.º 123). Título de la literatura gris [Descripción]. | Nombre de la editorial.     | https://doi. org/xxxx http://xxxxx |

### Ejemplo de Reporte de agencia gubernamental u otra organización
Referencia  
La Producción Creativa en Baja California. (2017). Informe De Divulgación Sistemas Regionales De Producción Creativa En Baja California. https://www.cetys.mx/wp-content/uploads/2018/10/La_Produccion_Creativa_en_BC.pdf
Cita
La Producción Creativa en Baja California (2017)      O     (La Producción Creativa en Baja California, 2017)
Reporte anual
Referencia
Informe del rector del Sistema CETYS Universidad. (2017). Informe anual 2017. https://www.cetys.mx/wp-content/uploads/2018/04/CETYS-Informe-Anual-2017-Light.pdf
Cita
Informe del rector del Sistema CETYS Universidad (2017) 
O 
(Informe del rector del Sistema CETYS Universidad, 2017)

## Sesiones y presentaciones de congresos
Utilice el siguiente cuadro para saber cómo referenciar a partir de la información disponible.
| Autor                            | Fecha                                                               | Título                                            | Fuente                          | Fuente                             |
| Autor                            | Fecha                                                               | Título                                            | Información de la conferencia   | DOI o URL                          |
| Ponente, A. A., & Ponente, B. B. | (2020, 18–20 de septiembre). (2020, 30 de octubre- 1 de noviembre). | Título de la contribución [Tipo de contribución]. | Nombre del congreso, Ubicación. | https://doi. org/xxxx http://xxxxx |

### Ejemplo de Presentación de escrito (ponencia)
Referencia
Jiménez-Salazar, J. (2019, 14-15 de marzo). Acceso a internet para comunidades indígenas marginadas: Estrategias para la inclusión social a partir de las bibliotecas y Wikipedia [Presentación de escrito]. Seguimos Creando Enlaces, Librarians as Educators – Impacting the Underserved / San Diego Central Library, California, United States.
Cita
Jiménez-Salazar (2019)      O      (Jiménez-Salazar, 2019)

## Simposio
| Autor                                        | Fecha                                                               | Título                     | Fuente                                                                                           | Fuente                             |
| Autor                                        | Fecha                                                               | Título                     | Información de la conferencia                                                                    | DOI o URL                          |
| Contribuyente, A. A., & Contribuyente, B. B. | (2020, 18–20 de septiembre). (2020, 30 de octubre- 1 de noviembre). | Título de la contribución. | En D. D. Director (Coordinador), Título del simposio [Simposio]. Nombre del congreso, Ubicación. | https://doi. org/xxxx http://xxxxx |

### Ejemplo de Simposio
Referencia
Díaz, K., Osuna, C., & Gárate, A. (2014, 1-3 de abril). Pedagogía de la Alteridad: Una propuesta metodológica [Simposio]. Simposio Internacional de Educación y Pedagogía: La Pedagogía de la Alteridad. Proyectos, reflexiones, experiencias, modelos, metodologías. Universidad de Murcia, España.
Cita
Díaz et al. (2014)      O      (Díaz et al., 2014)

## Disertaciones y tesis (publicada)
Utilice la plantilla que se muestra a continuación para saber cómo referenciar a partir de la información disponible.
| Autor          | Fecha   | Título | Fuente                                          | Fuente                             |
| Autor          | Fecha   | Título | Nombre de la base de datos o archivo            | DOI o URL                          |
| Ponente, A. A. | (2020). | Título de la disertación [Disertación doctoral, Nombre de la institución que otorga el título]. Título de la tesis [Tesis de maestría, Nombre de la institución que otorga el título]. | Nombre de la base de datos. Nombre del archivo. | https://doi. org/xxxx http://xxxxx |

### Ejemplo de Disertación o tesis de una base de datos
Referencia
Hollander, M. M. (2017). Resistance to authority: Methodological innovations and new lessons from the Milgram experiment (Publicación N.º 10289373) [Disertación doctoral, University of Wisconsin-Madison]. ProQuest Dissertations and Theses Global.
Cita
Hollander (2017)   O   (Hollander, 2017)

## Disertaciones y tesis (no publicada / inédita)
Utilice la plantilla que se muestra a continuación para saber cómo referenciar a partir de la información disponible.
| Autor o editor | Fecha   | Título | Fuente                                         |
| Autor, A. A.   | (2020). | Título de la disertación [Disertación doctoral inédita]. Título de la disertación [Tesis de maestría inédita]. | Nombre de la institución que otorga el título. |

### Ejemplo de Disertación o tesis inédita
Referencia
Martínez, R. (2021). La Cultura de la Información como elemento diferenciador de la educación en CETYS Universidad [Disertación doctoral inédita]. Universidad Complutense de Madrid.
Cita
Martínez (2021)      O      (Martínez, 2021)

## Software
Utilice la plantilla que se muestra a continuación para saber cómo referenciar a partir de la información disponible. 
| Autor                                          | Fecha   | Título | Fuente                                    | Fuente       |
| Autor                                          | Fecha   | Título | Desarrollador                             | URL          |
| Autor, A. A., & Autor, B. B. Nombre del grupo. | (2020). | Título de la obra (Versión 1.2) [Software]. Título de la obra (Versión 4.6) [Aplicación móvil]. Título del aparato (Número de modelo) [aparato]. Título del equipo (Número de modelo) [Equipo]. | Editorial. App Store. Google Play. Store. | http://xxxxx |

### Ejemplo de Software
Referencia
Esolong, A. N. (2014). Obscure Reference Generator [Software]. E & K Press. 
Cita
Esolong (2014)      O      (Esolong, 2014)

## Aplicación móvil
| Autor                                          | Fecha   | Título de la entrada | Fuente | Fuente       |
| Autor                                          | Fecha   | Título de la entrada | Información de la aplicación móvil                                                                        | URL          |
| Autor, A. A., & Autor, B. B. Nombre del grupo. | (2020). | Título de la entrada | En Título de la obra (Versión 1.2) [Aplicación móvil]. Nombre del desarrollador o tienda de aplicaciones. | http://xxxxx |

### Ejemplo de Aplicaciones móviles
Referencia
Rovio Entertainment. (2009). Angry birds [Mobile iOS]. 
Cita
Rovio Entertainment (2009)      O      (Rovio Entertainment, 2009)
Referencia
Epocrates. (2019).Interaction check: Aspirin + sertraline. En Epocrates medical reference (Versión 18.12) [Aplicación móvil]. App Store. 
        https://itune.apple.com/us/app/epocrates/id281935788?mt=8
Cita
Epocrates (2019)      O      (Epocrates, 2019)

## Medios audiovisuales
Utilice la plantilla que se muestra a continuación para saber cómo referenciar a partir de la información disponible.
| Autor | Fecha                                                      | Título                           | Fuente | Fuente                             |
| Autor | Fecha                                                      | Título                           | Productor del contenido | DOI o URL                          |
| Director, D. D. (Director). Productor, P. P. (Productor ejecutivo). Anfitrión, A. A. (Anfitrión). Artista, A. A. Gestor, G. G. | (2020). (1989-presente). (2013-2019). (2019, 21 de julio). | Título de la obra [Descripción]. | Empresa productora. Compañía discográfica. Nombre del museo, Ubicación del museo. Nombre del departamento, Nombre de la universidad. | https://doi. org/xxxx http://xxxxx |

Los medios audiovisuales pueden tener ambos elementos: audio y video (ej. películas, programas de televisión y videos de YouTube) elementos sonoros únicamente (música, discursos grabados, etc.) elementos visuales únicamente (arte, fotografías, etc.).  utilice el siguiente cuadro para identificar el tipo de medio y su contribución como autor.
| Tipo de medio                     | Incluya como autor                 |
| Película                          | Director                           |
| Serie de televisión               | Productor(es) ejecutivo(s)         |
| Episodio de serie de televisión   | Guionista y director del episodio  |
| Podcast                           | Anfitrión o productor ejecutivo    |
| Episodio de podcast               | Anfitrión del episodio             |
| Seminario web                     | Instructor                         |
| Álbum o canción de música clásica | Compositor                         |
| Álbum o canción de música moderna | Artista que hace la grabación      |
| Obra de arte                      | Artista                            |
| Video en línea                    | Persona o grupo que subió el video |
| Fotografía                        | Fotógrafo                          |

### Ejemplo de Película o video (streaming)
Referencia
Spielberg, S. (Director). (1975). Jaws [Película]. Universal Pictures.
Jackson, P. (Director). (2003). The lord of the rings: The return of the king [Película; edición especial extendida de cuatro discos en DVD]. New Line Cinema; WingNut Films. 
Cita
Spielberg (1975)      O      (Spielberg, 1975)
Jackson (2003)      O      (Jackson, 2003)

TED Talk
Referencia
TEDxTijuana. (2019, 4 de diciembre). Nataly Medina: ¿Cómo reducir la brecha de género en las STEM? [Video]. YouTube. https://www.youtube.com/watch?v=2G80ak9bZMw
Giertz, S. (2018, abril). Why you should make useless things [Video]. Conferencia TED. https://www.ted.com/talks/simone_giertz_why_you_should_make_usele
Cita
TEDxTijuana (2019)    O   (TEDxTijuana, 2019)
Giertz (2018)    O   (Giertz, 2018)

### Citar en APA una imagen de un sitio web
Si se quiere citar una imagen de un sitio web, no reproducirla o adaptarla para incluirla en el trabajo, entonces se debe especificar que se trata de una imagen e incluir la URL exacto en la que se encuentra:
- Referencia: Apellido, A. (20 de mayo de 2020). Título de la imagen [Imagen]. Nombre del sitio web. https://url.com
- Cita en el texto: Apellido (2020)

## Redes sociales
Utilice la plantilla que se muestra a continuación para saber cómo referenciar a partir de la información disponible.
| Autor | Fecha                        | Título | Fuente                             | Fuente                                                           |
| Autor | Fecha                        | Título | Nombre del sitio de redes sociales | URL                                                              |
| Twitter e Instagram: Autor, A.A. [@nombre de usuario]. Nombre del grupo [@nombre de usuario]. Facebook y otros: Autor, A. A. Nombre del grupo. Nombre del grupo [Usuario]. Nombre de usuario. | (s.f.). (2019, 8 de agosto). | Contenido del post, primeras 20 palabras. Contenido del post, primeras 20 palabras. [Descripción de audiovisuales]. [Descripción de audiovisuales]. | Nombre del sitio.                  | http://xxxxx Recuperado el 27 de agosto de 2020, de http://xxxxx |

### Ejemplo de tuit
Referencia
Ministry of Health [@minhealthnz]. (2017, 3 de abril). Typhoid [Tuit]. Twitter. https://twitter.com/aklpublichealth/status/849041745186660357
Cita
Ministry of health (2017)      O      (Ministry of Health, 2017)

### Ejemplo de Publicación en Facebook
Referencia
Biblioteca Norberto Corella Gil Samaniego. (2020, 3 de noviembre). Cómo referenciar una grabación de Webinar en APA 7 [Imagen adjunta] [Actualización de estado]. Facebook. https://www.facebook.com/bibliocetysmexicali/photos/3393560477347888
Cita
Biblioteca Norberto Corella Gil Samaniego (2020)   O   (Biblioteca Norberto Corella Gil Samaniego, 2020)       

## Páginas y sitios web
Utilice la plantilla que se muestra a continuación para saber cómo referenciar a partir de la información disponible.
| Autor                                        | Fecha                                                    | Título             | Fuente               | Fuente       |
| Autor                                        | Fecha                                                    | Título             | Nombre del sitio web | URL          |
| Autor, A.A. & Autor, B. B. Nombre del grupo. | (2020). (2020, agosto) (2020, 28 de septiembre). (s.f.). | Título de la obra. | Nombre del sitio.    | http://xxxxx |

### Ejemplo de Página web en un sitio web con autor institucional
Referencia
CETYS Institucional. (2020, 22 de octubre). Viven la Jornada de Integridad Académica 2020. Vocetys portal informativo. https://www.cetys.mx/noticias/viven-la-jornada-de-integridad-academica-2020/
Cita
CETYS Institucional (2020)      O      (CETYS Institucional, 2020)

### Ejemplo de Página web en un sitio web de noticias
Referencia
Redacción. (2020, 15 de diciembre).  Simulacro de vacunación: aplicación de dosis anti-Covid. Aristegui noticias. https://aristeguinoticias.com/1512/mexico/simulacro-de-vacunacion-el-18-de-diciembre-aplicacion-de-dosis-anti-covid-el-26-lopez-gatell/
Cita
Redacción (2020)      O      (Redacción, 2020)